# D. Geraint James
David Geraint (Gerry) James (* 2. Januar 1922 in Treherbert, Rhondda, Wales; † 20. Oktober 2010 in London) war ein walisischer Arzt und Experte für Sarkoidose.

## Leben
Gerrys Vater, David James, war Lehrer.  Seine erste Ehefrau verstarb und hinterließ den Vater mit einem Sohn, Arnold. Die zweite Ehefrau von James Sr., Sarah Davies, war wie er verwitwet und brachte drei Töchter in die Ehe. Gerry war das letzte Kind der Familie.
Gerrys Vater war sehr aktiv in der walisischen Gemeinschaft und verfasste eine Kolumne für The Western Mail in walisischer Sprache. Sowohl Vater als auch Mutter waren Mitglieder der walisischen Barden, den Gorsedd Cymru. Die Muttersprache des Jungen wurde so Walisisch. Mit zehn Jahren wurde der Junge Mitglied der walisischen Jugendorganisation Urdd Gobaith Cymru. Gerrys Vater verstarb 63-jährig, ein Monat vor dem siebten Geburtstag seines Sohnes. Die Familie blieb in Treherbert. Gerry besuchte die Pen-Yr-Englyn Primary School und dann die Rhondda County School for Boys. Als er sich für ein Studium der Medizin entschied, wechselte er an die Pontypridd County School, weil seine vorherige Schule keine fortgeschrittenen Biologie-Kurse anbot. Er spielte im Rugby-Team der Schule. Den Sport betrieb er bis weit ins Erwachsenenalter fort.
1939 schrieb sich James am „walisischen“ Jesus College der University of Cambridge ein. Im Alter von 19 Jahre erlangte er 1941 einen Bachelor Tripos in den Fächern Anatomie, Physiologie und Biochemie.
Erste praktische Erfahrung sammelte James an der Middlesex Hospital Medical School in London. In den ersten Kriegsjahren des Zweiten Weltkriegs transportierte James Verwundete aus dem bombardierten London an sichere Plätze, assistierte bei der Behandlung und übernahm freiwillig Feuerwachen. 1944 schloss er sein Studium der Medizin ab. 1945 schrieb sich der junge Mediziner bei der Royal Navy ein, wo er den Rest des Zweiten Weltkriegs als Arzt einer Mienenräumeinheit verbrachte. Nach seiner Demobilisierung nahm er Arbeit am Brompton Chest Hospital in London auf. Kurz darauf wechselte er Hammersmith Hospital, wo er unter Professor John Guyett Scadding arbeitete. Scadding hatte am Brompton Chest und am Hammersmith Hospital viele Patienten mit Sarkoidose. James Interesse wurde geweckt und eine lebenslange Beschäftigung mit der Erkrankung begann.
Von September 1950 bis Juli 1951 forschte James zur viralen Lungenentzündung am NewYork-Presbyterian Hospital. 1953 wurde er mit einer Doktorarbeit zu diesem Thema zum M.D. promoviert. In New York lernte James Lou Siltzbach kennen, der eine Sarkoidose-Klinik betrieb und große Stücke auf den Kveim-Test zur Diagnose hielt. Von Siltzbach erhielt James eine erhebliche Menge an wertvollen Antigenen für den Test.
Im Hammersmith lernte er auch seine zukünftige Frau kennen, Sheila Sherlock (1918–2001), die Mitbegründerin der modernen Hepatologie. Am 15. Dezember 1951 heiratete das Paar.
James kehrte zurück an das Middlesex Hospital. Er begann klinische und radiologische Befunde zur Sarkoidose zu sammeln. 1956 unterstütze das Lehrkrankenhaus seine Aktivitäten mit Finanzierung aus dem Leverhulme Trust. 1958 hatte er schon sieben Artikel zum Thema Sarkoidose veröffentlicht und ein erstes Buch geschrieben, The diagnosis and treatment of infections (1957). 1958 lud James Sarkoidose-Spezialisten zu einem Symposium am Royal Brompton Hospital ein. 32 Ärzte folgten seinem Aufruf zu einem dreitägigen Meeting. Nach Angaben von The Lancet handelt es sich dabei um die erste Konferenz ausschließlich zur Sarkoidose. Die Bemühungen des „Königs der Sarkoidose“ (King of Sarcoid) führte zu andauernden Kontakten. Auf einem der Nachfolgemeetings 1987 in Mailand führte das zur Gründung der World Association of Sarcoidosis and other Granlomatous Disorders (WASOG). James wurde der erste Präsident der Organisation. Die wissenschaftliche Fachzeitschrift Sarcoidosis wurde das offizielle Organ der WASOG.
1959 wechselte James an das Royal Northern Hospital in London, wo er binnen kurzer Zeit die weltweit erste Fachklinik für Sarkoidose aufbaute. Anfangs galt die Sarkoidose noch als seltene, chronische Erkrankung unbekannter Ätiologie. James änderte das schrittweise und beschrieb die Pathophysiologie und die Pathogenese. Er moderierte Kliniker, Pathologen, Epidemiologen und Radiologen zu engerer Zusammenarbeit, um die Ursachen der Krankheit besser zu verstehen. Die Klinik wurde für fast 30 Jahre zum Mekka für Sarkoidose-Experten. Sie kamen aus drei Gründen:
- Die Anzahl der Patienten: Kaum sonst wo konnte man so viele, schwere Fälle der Erkrankung auf engstem Raum untersuchen und behandeln.
- Die Behandlungserfahrung von James: James betrieb intensive Medikamentenforschung in der Klinik.
- Die Persönlichkeit von James: James war ein ausgezeichneter Lehrer, dessen Lektionen kaum vergessen wurden.

Das knappe Budget, dass zur Forschung zur Verfügung stand profitierte von James Menschenkenntnis und  seinem Netzwerk. Wann immer Expertise benötigt wurde, die nicht  am Northern verfügbar war, konnte James sein Netzwerk aktivieren und Hilfe aufbieten.

## Bibliographie
James schrieb sechs Bücher und rund 1000 Artikel zur Sarkoidose.

### Artikel
- The Boston Meeting; D. Geraint James, 1968, in J R Coll Physicians Lond.
- Granulomatous Infections: Etiology and Classification; Alimuddin Zumla und D. Geraint James, 1996, in Clinical Infectious Diseases
- Immunologic aspects of tropical lung disease; D. Geraint James, 2002, in Clin Chest Med.
- John Coakley Lettsom's American friends; D. Geraint James, 2005, in J Med Biogr
- Hutchinson's disorders; D. Geraint James, 2008, in J Med Biogr
- Waldenstrom's syndromes; D. Geraint James, 2009, in J Med Biogr
- Alzheimer's disease ; D. Geraint James, 2010, in J Med Biogr
- Kaposi's sarcoma; D. Geraint James, 2011, in J Med Biogr

### Bücher
- Diagnosis and Treatment of Infections, D. Geraint James; 1957
- Sarcoidosis, and Other Granulomatous Disorders;  D. Geraint James; 1985
- A Colour Atlas of Respiratory Diseases; D. Geraint James und Peter R. Studdy; 1989
- Immunological, clinical and molecular aspects of sarcoidosis; Carlo Agostini, Gianpietro Semenzato und D. Geraint James; 1997
- Lungenerkrankungen und Atemwegserkrankungen; D. Geraint James und Peter R. Studdy; 1999